# Дорфманн, Герберт
Ге́рберт До́рфманн (нем. Herbert Dorfmann; род. 4 марта 1969, Брессаноне, Больцано, Италия) — итальянский и европейский государственный деятель и политик, член Народной партии Южного Тироля и Европейской народной партии. Депутат Европейского парламента от округа северо-восточная Италия с 2009 года.

## Биография
Родился в Брессаноне 4 марта 1969 года. Окончив школу, поступил на сельскохозяйственный факультет Католического университета Святейшего Сердца в Пьяченце. Защитив диплом, некоторое время преподавал в сельскохозяйственной школе. Затем стал директором департамента сельского хозяйства в Торгово-промышленной палате Больцано. В течение почти десяти лет был главой Южно-тирольской ассоциации фермеров. Женат, является двоих детей.

### Политическая карьера
С 2005 по 2009 годы был мэром коммуны Вельтурно. В это же время занимал должность генерального секретаря собрания европейских винодельческих регионов. Во время европейских выборов в июне 2009 года в качестве лидера Южнотирольской народной партии в северо-восточном итальянском округе, который объединяет 14 округов областей Эмилия-Романья, Фриули-Венеция-Джулия, Трентино-Альто-Адидже и Венето, получил 143 027 голосов и был избран в Европейский парламент по списку Южнотирольской народной партии, поддержанной Демократической партией Италии. После вступил в Европейскую народную партию.
Стал председателем округа Южнотирольской народной партии в округе Брессаноне и членом партийного руководства и секретариата. Снова в качестве партийного лидера участвовал в выборах европейских парламент в мае 2014 года в северо-восточном итальянском округе. Победил с 93 957 голосов, из которых 70 291 голосов получил в провинции Больцано.
Стал членом Комиссии по сельскому хозяйству и развитию сельских районов и членом комитетов парламентского сотрудничества ЕС — Казахстан, ЕС — Кыргызстан, ЕС — Узбекистан и ЕС — Таджикистан, а также по отношениям с Туркменистаном и Монголией. Кроме того был членом комитетов по окружающей среде, общественному здравоохранению и безопасности пищевых продуктов, членом делегации по отношениям с Афганистаном и делегации по отношениям со странами Юго-Восточной Азии и Ассоциацией стран Юго-Восточной Азии (АСЕАН). В октябре 2014 года также стал президентом Европейской парламентской ассоциации (EPA). В январе 2015 года он был избран президентом Международной группы по вину, алкогольным напиткам и качественным продуктам питания.
На европейских выборах 2019 года был вновь признан лидером Южнотирольской народной партии и переизбран на третий срок в северо-восточном итальянском округе, набрав 140 627 голосов.